# دافيد كارتر
دافيد كارتر (بالإنجليزية: Dafydd Carter)‏ هو لاعب دوري الرغبي بريطاني، ولد في 12 فبراير 1992 في ويلز في المملكة المتحدة.